# Сабиль в Сараеве
Сабиль в Сараеве (босн. Sebilj Sarajeva) — деревянный фонтан в османском стиле (сабиль) в центре площади Башчаршия в Сараеве. Оригинальный сабиль был построен Мехмедом-пашой Кукавицей в 1753 году, но был уничтожен пожаром в 1852 году. Реконструирован австрийским архитектором Александром Виттеком в 1891 году и перенесен на нынешнее место в нескольких метрах от положения более раннего расположения. Согласно местной легенде, посетители, которые пьют воду из фонтана, когда-нибудь вернутся в Сараево.

## Реплики
Многонациональный совместный проект общественного искусства создал современную интерпретацию в натуральную величину сараевского сабиля в Бирмингеме, используя традиционный боснийский дизайн и ремесленные техники в сочетании с современными цифровыми технологиями.
В Белграде (Сербия) имеется копия сараевского сабиля, подаренная городом Сараево в 1989 году перед 9-м саммитом Движения неприсоединения. Ещё одна реплика имеется в Сент-Луисе, штат Миссури, в Соединённых Штатах Америки, была подарена боснийской общиной к 250-летию этого города. Третья реплика находится в Нови-Пазаре, также как подарок от города Сараево. В Бурсе (Турция) была построена реплика сараевского сабиля как символ дружбы между городами Бурса и Сараево.
В 2018 году ещё одна реплика сараевского сабиля была завершена в городе Рожае, Черногория.